# 明治ロジテック
明治ロジテック株式会社（めいじロジテック）は、株式会社明治の物流子会社。本社は東京都江東区に置き、北海道恵庭市、埼玉県川口市、愛知県稲沢市、京都府京田辺市、大阪府貝塚市、福岡県八女市など、明治の工場に近いところに拠点を展開している。

## 沿革
- 1941年6月 - 東京牛乳運輸株式会社設立、東日本地区の物流を請け負う。
- 1953年10月 - 関西牛乳運輸株式会社設立、西日本地区の物流を請け負う（1976年3月、株式会社カントラに社名変更）。
- 2008年4月 - 東京牛乳運輸及びカントラが合併し、明治ロジテック株式会社を設立。
- 2011年1月 - 本社を墨田区から文京区へ移転する。
- 2017年2月 - 本社を現在地へ移転。

## 業務内容
- 一般貨物自動車運送事業
- 貨物利用運送事業
- 貨物軽自動車運送事業
- 倉庫業
- 自動車整備事業
- 総合リース事業
- 物品販売業
- 損害保険代理業

## 事業所
- 支店（関東支店、関西支店）
- 配車センター（東日本幹線センター、西日本幹線センター）
- 物流センター（愛知物流センター、八尾食品物流センター）
- 事業所（全国21か所）
- 出張所（福島、八潮）
- 車両管理課

## グループ会社
- 株式会社明治